# 20ns Japan Record Awards
El 20é Japan Record Awards es va celebrar el 31 de desembre de 1978. En la gala es van reconèixer els mèrits i es premiaren als cantants d'aquell 1978. La gala fou retransmesa per la cadena TBS. Els presentadors van ser Keizō Takahashi, Hiroshi Kume i Tetsuko Kuroyanagi. La seu del concurs va ser el Teatre Imperial, a Chiyoda, Tòquio. Els guanyadors d'aquella edició van ser el duo Pink Lady amb la cançó UFO.

## Guardonats

### Japan Record Awards
- Pink Lady: UFO
  - Lletra: Yū Aku
  - Música: Shunichi Tokura

### Premi al Millor Vocalista
- Kenji Sawada: LOVE (Dakishimetai)

### Premi al Millor Artista Novell
- Machiko Watanabe: Kamome ga tonda hi

### Premi d'Or (Nominats al Japan Record Awards)
- Naoko Ken: Kamome wa Kamome
- Gorō Noguchi: GOOD LUCK
- Junko Sakurada: Shiawase Shibai
- Hiromi Iwasaki: Cinderella Honeymoon
- Junko Ôhashi: Tasogare My Love
- Aki Yashiro: Kokyō he...
- Hideki Saijō: Blue Sky Blue
- Momoe Yamaguchi: Playback PART 2
- Pink Lady: UFO
- Kenji Sawada: LOVE (Dakishimetai)

### Premi a l'Artista Novell (Nominats al Premi al Millor Artista Novell)
- Mako Ishino: Shitsurenkinenbi
- Muneyuki Satō: Aobashō Koiuta
- Teppei Shibuya: Deep
- Rie Nakahara: Tokyo Lullaby
- Machiko Watanabe: Kamome ga tonda hi
- Masanori Sera & Twist: Hikigane[2]

### Premi Shinpei Nakayama (Premi al Millor Compositor)
- Mayo Shōno: Tonde Istambul
- Rie Nakahara: Tokyo Lullaby
  - Música: Kyōhei Tsutsumi

### Premi al Millor Arranjament
- Circus: Mr. Summertime
  - Arranjament: Norio Maeda

### Premi Yasho Saijō (Premi al Millor Lletrista)
- Tokiko Katō: Kono Sora wo Tobetara
- Junko Sakurada: Shiawase Shibai
  - Lletra: Miyuki Nakajima

### Premi Especial
- Noriko Awaya
- Masato Fujita
- Teichiku Records

### Premi Memorial Masao Koga
- Mori Shinichi
- Hiroshi Itsuki
- Hibari Misora[3]

### Premi 20é Aniversari Japan Record Awards
- Ai George
- Yōichi Sugawara
- Yukari Itō
- Kazuko Matsuo
- Hideo Murata
- Bonny Jacks
- Michiya Mihashi
- Tadashi Yoshida
- Miyuki Ishimoto
- Shizuo Yoshikawa
- Akiko Kikuchi
- Yoshio Tabata
- Susumu Kurihara (Bateria)
- Kiyozo Iwata (Piano)
- Megumi Takasu (Violí)
- Takashi Tsunoda (Guitarra)
- Masao Ueno (Saxofon)